# Danse au Cameroun

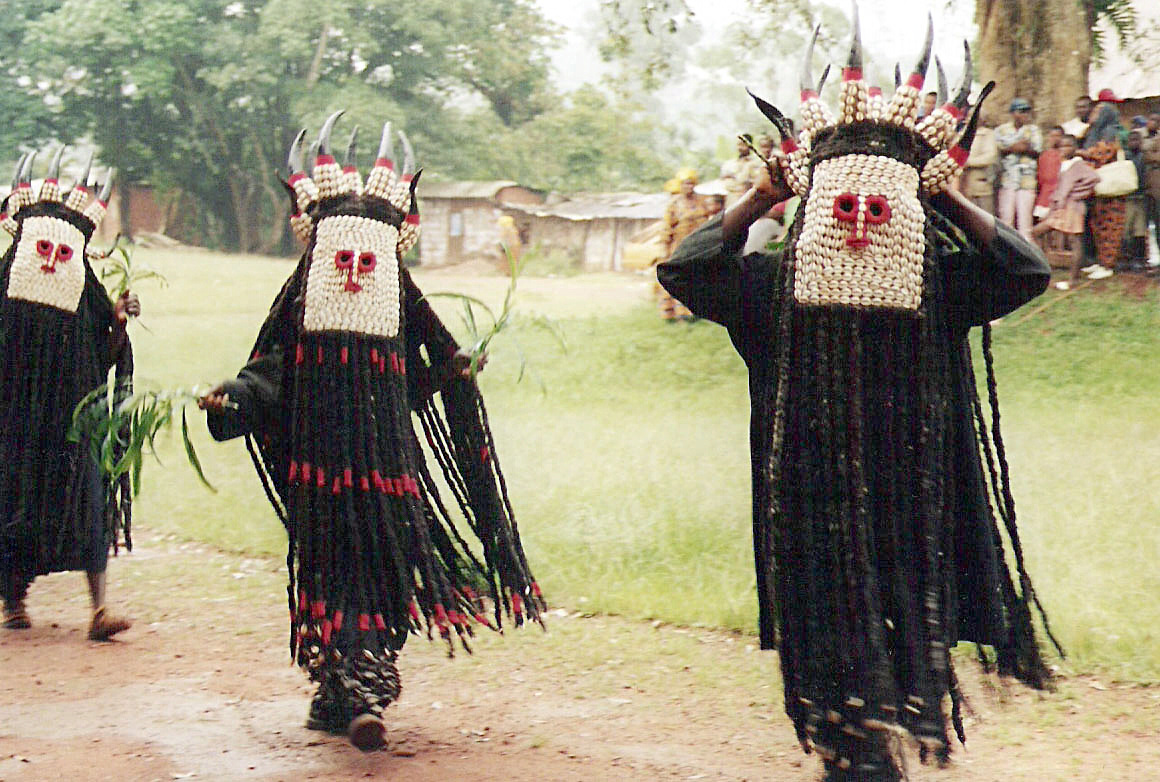
Des danseurs bamilékés se produisent à Batié, dans la région de l'Ouest.

Au Cameroun, la danse fait partie intégrante de la tradition, de la religion et de la socialisation. On recense au Cameroun plus de 200 danses traditionnelles, chacune étant associée à un événement ou une situation différente. Les autorités coloniales et les missionnaires chrétiens dissuadaient les danses indigènes, les considérant comme une menace pour la sécurité et comme des vestiges païens. Toutefois, après l'indépendance du Cameroun, le gouvernement reconnaît la danse traditionnelle comme faisant partie intégrante de la culture nationale et prend alors des mesures pour la préserver.
Les danses traditionnelles suivent une chorégraphie stricte et regroupent les danseurs par âge, profession, sexe ou statut social, entre autres facteurs. Certaines danses exigent des costumes et des accessoires spéciaux tels que des masques ou des éventails. Les danseurs professionnels gagnent leur vie au sein de certains groupes ethniques tandis que d'autres professionnels se produisent dans les festivals nationaux et pour les touristes. La danse populaire, qui réunit hommes et femmes, se pratique dans les bars, les boites de nuits et les soirées privées. Ce style est étroitement lié à la musique populaire, notamment les genres du makossa, du bikutsi, du highlife et du hip hop. La danse joue un rôle central dans les mouvements de contestation sociale et les rassemblements politiques à travers le pays.

## Histoire
Sous les gouvernements coloniaux du Cameroun, les régimes allemand, britannique et français ont banni les danses qu'ils jugeaient menaçantes pour leur primauté. Entre-temps, les missionnaires chrétiens découragent toutes sortes de danses et interdisent celles qui, selon eux, relèvent du paganisme ou heurtent les sensibilités chrétiennes. Nombre de ces danses ont depuis lors disparu. D'autres danses ont été oubliées lorsque les rituels qui leur étaient associés ont été interdits pour des raisons similaires.
Toutefois, la danse traditionnelle a persisté. Les gens continuaient à pratiquer ces danses à des fins purement sociales ou les adaptaient pour le culte chrétien. La danse à l'église se généralise avec l'essor de christianisme évangélique et le remplacement des Américains et des Européens par des prêtres et des pasteurs camerounais. Après l'indépendance du Cameroun en 1960, le gouvernement reconnaît la danse traditionnelle comme partie intégrante de la culture nationale et les organisations non gouvernementales encouragent sa préservation. Certains villages inscrivent les enfants dans des groupes de danse qui jouent un rôle clé dans cette transmission.

## Danse traditionnelle

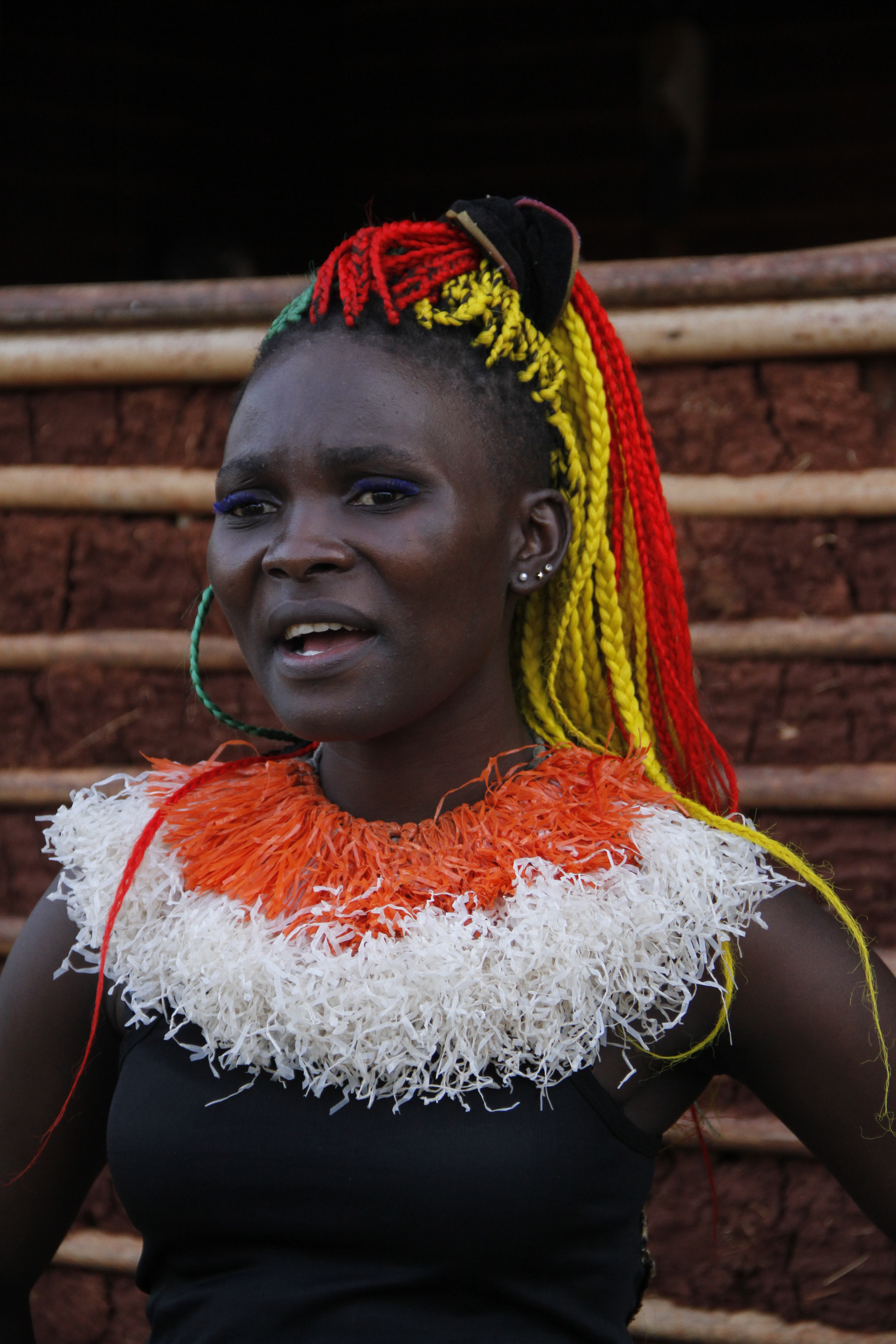
Danseuse traditionnelle lors du Festival National des Arts et de la Culture à Yaoundé.

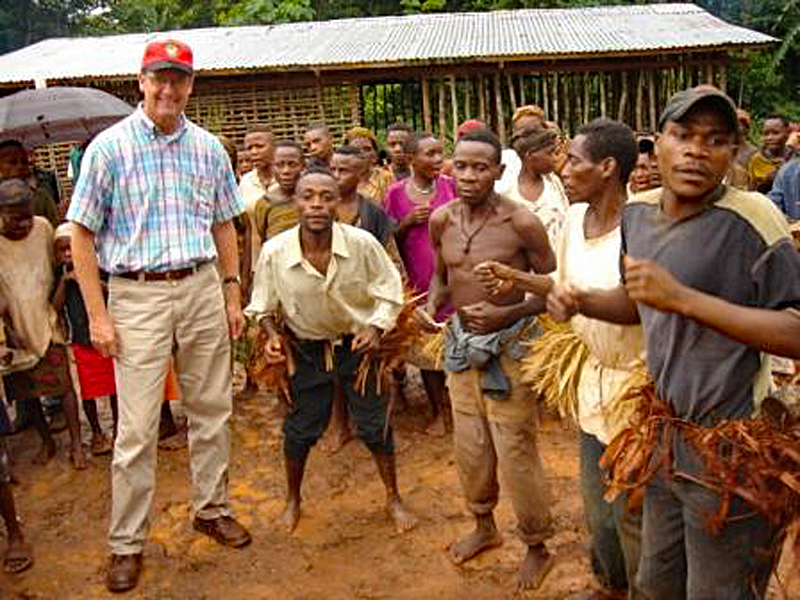
Des danseurs Baka accueillent l'ambassadeur des États-Unis au Cameroun dans la région de l'Est.

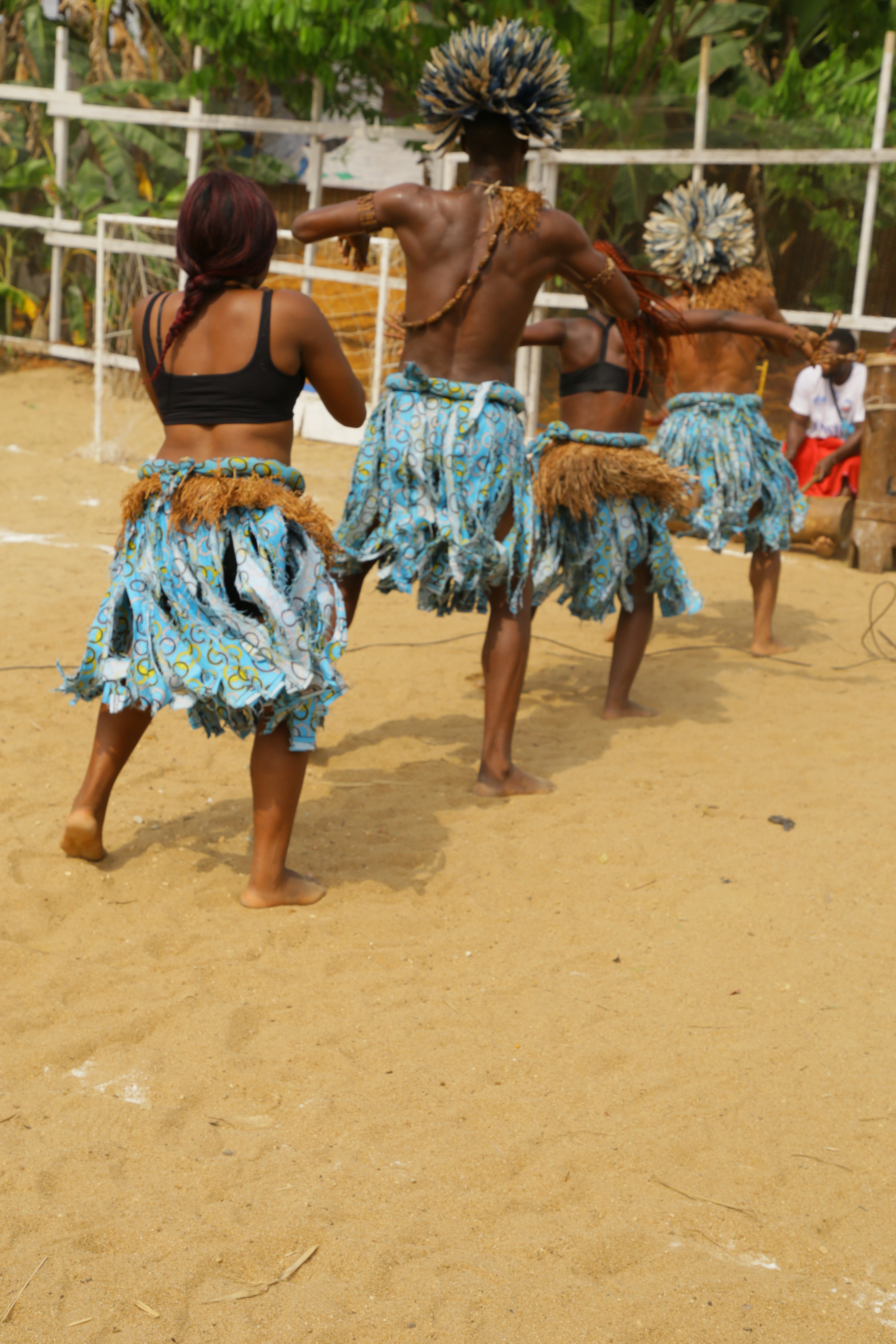
Danse Traditionnelle Au Cameroun

Le Cameroun compte plus de 200 danses traditionnelles différentes. La danse fait partie de la plupart des cérémonies et des rituels. Elle accompagne les naissances, les baptêmes, les mariages et les funérailles et l'invocation des esprits des ancêtres pour guérir les malades ou pour accroître la fertilité. Les Bamilékés pratiquent par exemple des danses de guerre (en) et le motio du sud-ouest consiste à tuer une chèvre d'un seul coup pour démontrer les prouesses des danseurs. Les Baka dansent le luma pour célébrer une chasse réussie. Dans certains groupes, les danseurs entrent en transe et communiquent avec le monde des esprits. Par exemple, les membres de la société ntsham du peuple Kaka, dans le nord-ouest du Cameroun, dansent pour provoquer une possession spirituelle.

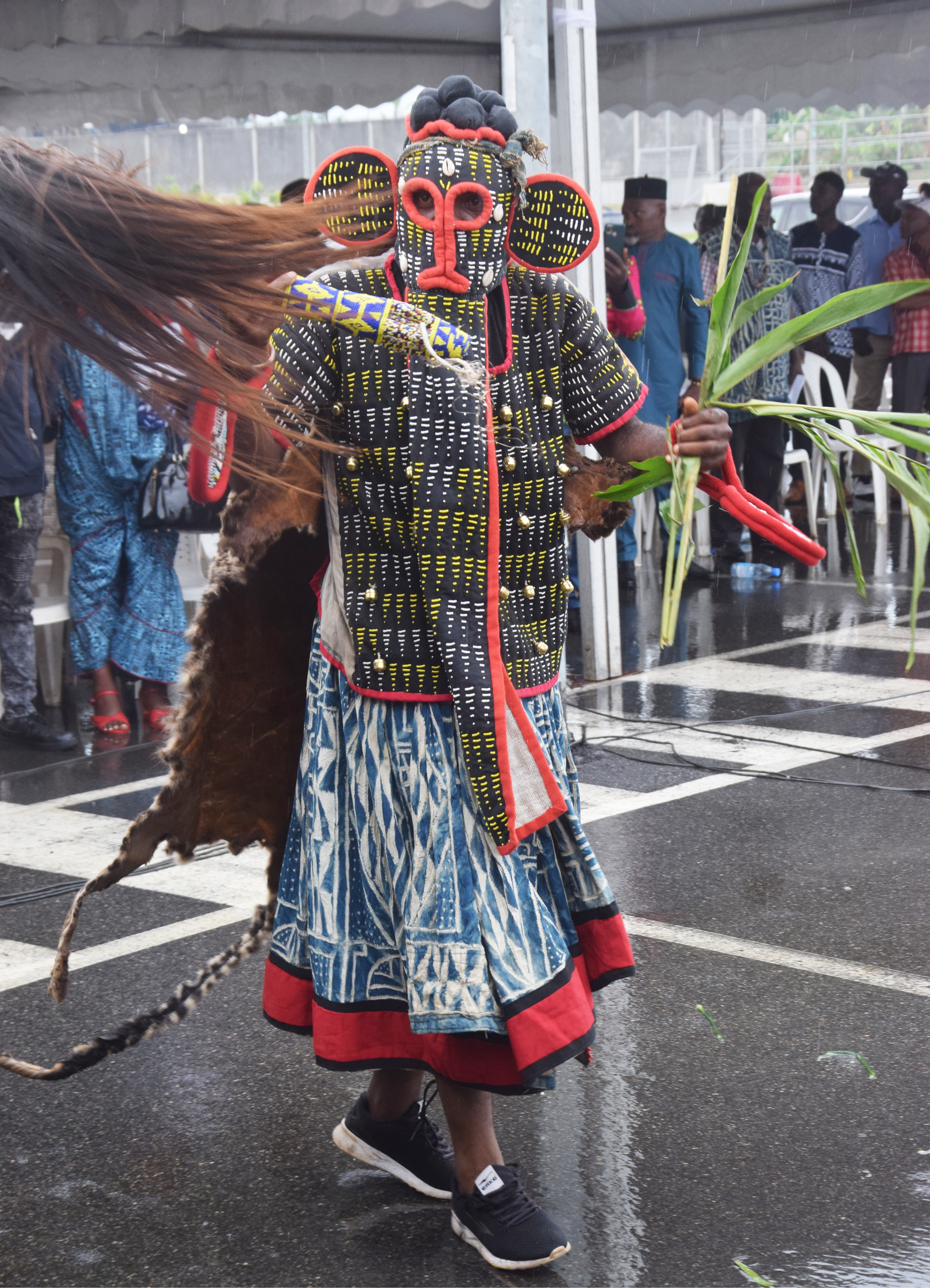
Danseur traditionnel au Cameroun

Généralement, les danses traditionnelles obéissent à certaines restrictions. La plupart des danses traditionnelles séparent les participants selon leur sexe. Par exemple, les femmes et les hommes peuvent former des cercles concentriques de même sexe, ou danser dans des zones séparées. Dans les différents fondoms des grasslands du Cameroun, les nobles et les citoyens ne peuvent pas participer aux mêmes danses. De même, les lois traditionnelles limitent sévèrement la danse des épouses et des filles du Fon, les maintenant souvent dans le palais.
Certaines danses sont destinées uniquement à une catégorie spécifique de personnes, comme les chasseurs, les bouffons ou les guerriers. Dans certains groupes ethniques, des danseurs professionnels gagnent leur vie en dansant lors des cérémonies. Dans certains villages, la danse fait partie des fonctions du devin. De nos jours, ces professionnels de la danse traditionnelle sont rares. Les danseurs professionnels vivent plutôt dans les centres urbains et dansent pour les touristes ou lors de festivals nationaux.
Plusieurs danses traditionnelles camerounaises suivent une stricte chorégraphie, bien que l'improvisation soit courante. Les danseurs font bouger différentes parties du corps indépendamment, en axant le mouvement sur plus d'une zone. Les danses sont souvent assorties de tenues ou d'accessoires spécifiques. Les objets traditionnels utilisés comprennent des éventails en cuir et de petits morceaux de tissu. Dans les prairies, les masques sont courants. Le gourna des Toupouri se compose de longs bâtons que les danseurs tiennent droits en cercle.

## Danse populaire
La dance populaire est l'apanage des bars urbains, des boîtes de nuit et des fêtes privées bien que sa popularité ait augmenté dans les zones rurales. Les DJs jouent de la musique pendant que les danseurs se déplacent et boivent de la bière ou du vin de palme. À la différence des danses traditionnelles, la danse populaire permet aux deux sexes de se côtoyer. Les principaux genres musicaux autochtones du Cameroun, le bikutsi et le makossa, sont des styles de musique de danse. Le Cameroun a importé un nombre de danses populaires de l'étranger, notamment le maringa du Ghana des années 1850, l'ashiko du Nigeria des années 1920 et l'abele du Nigeria tout récemment. La musique de danse populaire non camerounaise comprend le highlife nigérian et le hip-hop américain. En 2000, le gouvernement de la région du Sud-Ouest a interdit le mapouka; une danse importée de la Côte d'Ivoire, à cause son caractère sexuel. La danse européenne, telle que la danse classique, est populaire parmi les Camerounais urbains riches.
La danse est aujourd'hui un important vecteur de débat social et de protestation politique. Alors que la presse populaire peut être muselée par le gouvernement, les danseurs de rue sont plus libres d'exprimer leur mécontentement ou leur soutien à l'égard des politiques gouvernementales ou des partis politiques. Les opposants du premier président du Cameroun Ahmadou Ahidjo, ont dansé pour démontrer leur désaccord. D'autres danses populaires commémorent des événements de l'histoire du Cameroun.